# Torre Santa Susanna
Torre Santa Susanna község (comune) Olaszország Puglia régiójában, Brindisi megyében.

## Fekvése
A Salentói-félsziget központi részén, Brindisitől délnyugatra fekszik.

## Története
A település elődje valószínűleg a messzápok egyik előőrse, Turris Messapiorum volt, mely Oria városának védelmére épült. A salentói görögök és rómaiak közötti határvidékhez tartozott. Mai elnevezése a 13. századból származik a város védőszentjének (Szent Zsuzsanna) neve után.

## Népessége
A népesség számának alakulása:

## Főbb látnivalói
- Santuario Mariano - egy római ciszterna helyén alakították ki a 15. században. A legendák szerint a ciszterna felfedezésekor a benne levő víz még iható volt.
- San Pietro di Crepacore - a 8. században épült, Apulia egyik legjelentősebb bizánci stílusú építménye.